# Achyrolimonia coeiana
Achyrolimonia coeiana là một loài ruồi trong họ Limoniidae. Chúng phân bố ở miền Cổ bắc.